# Góry Lewockie

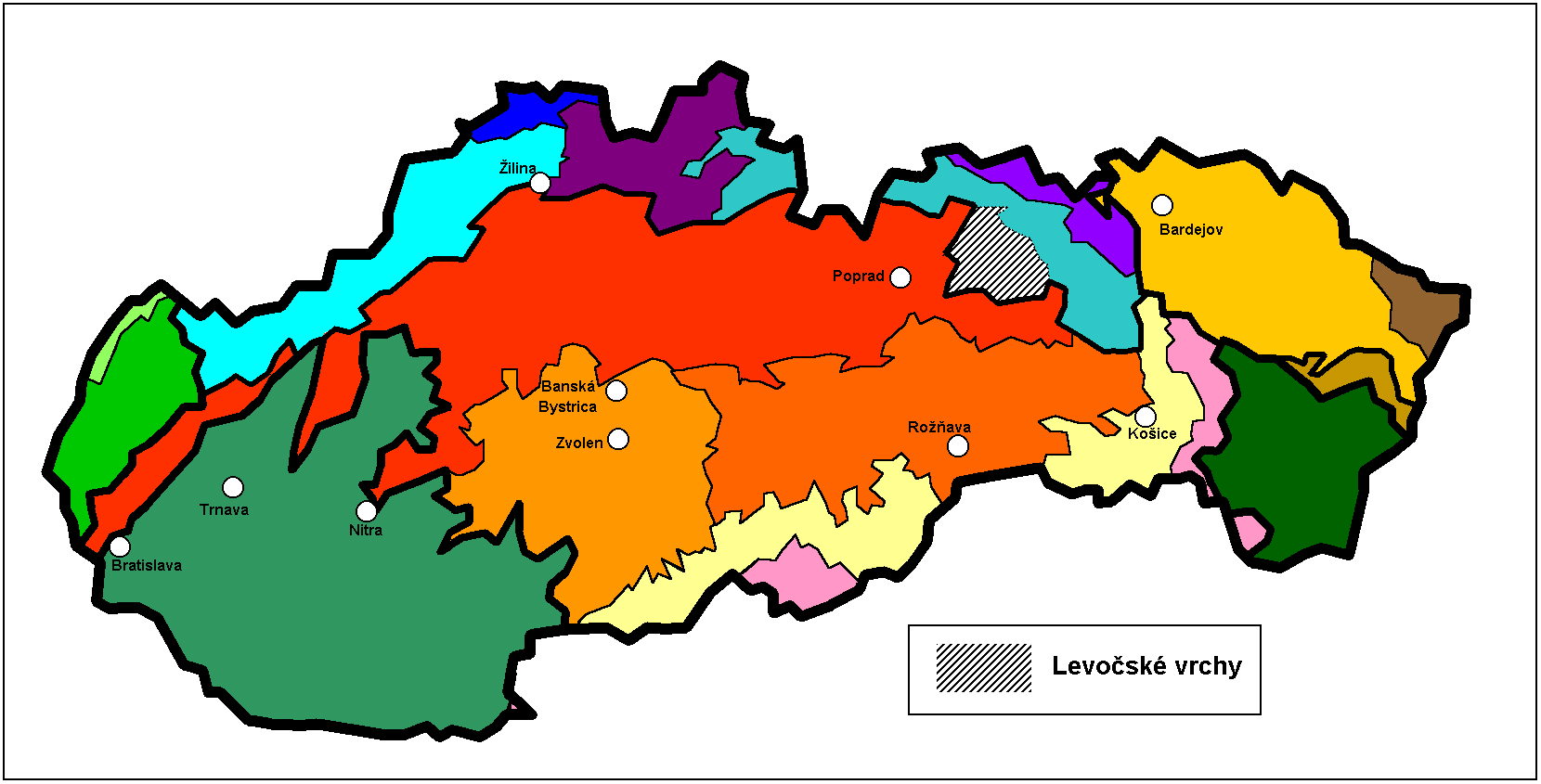
Położenie Gór Lewockich na mapie Słowacji

Położenie Gór Lewockich na mapie Centralnych Karpat Zachodnich

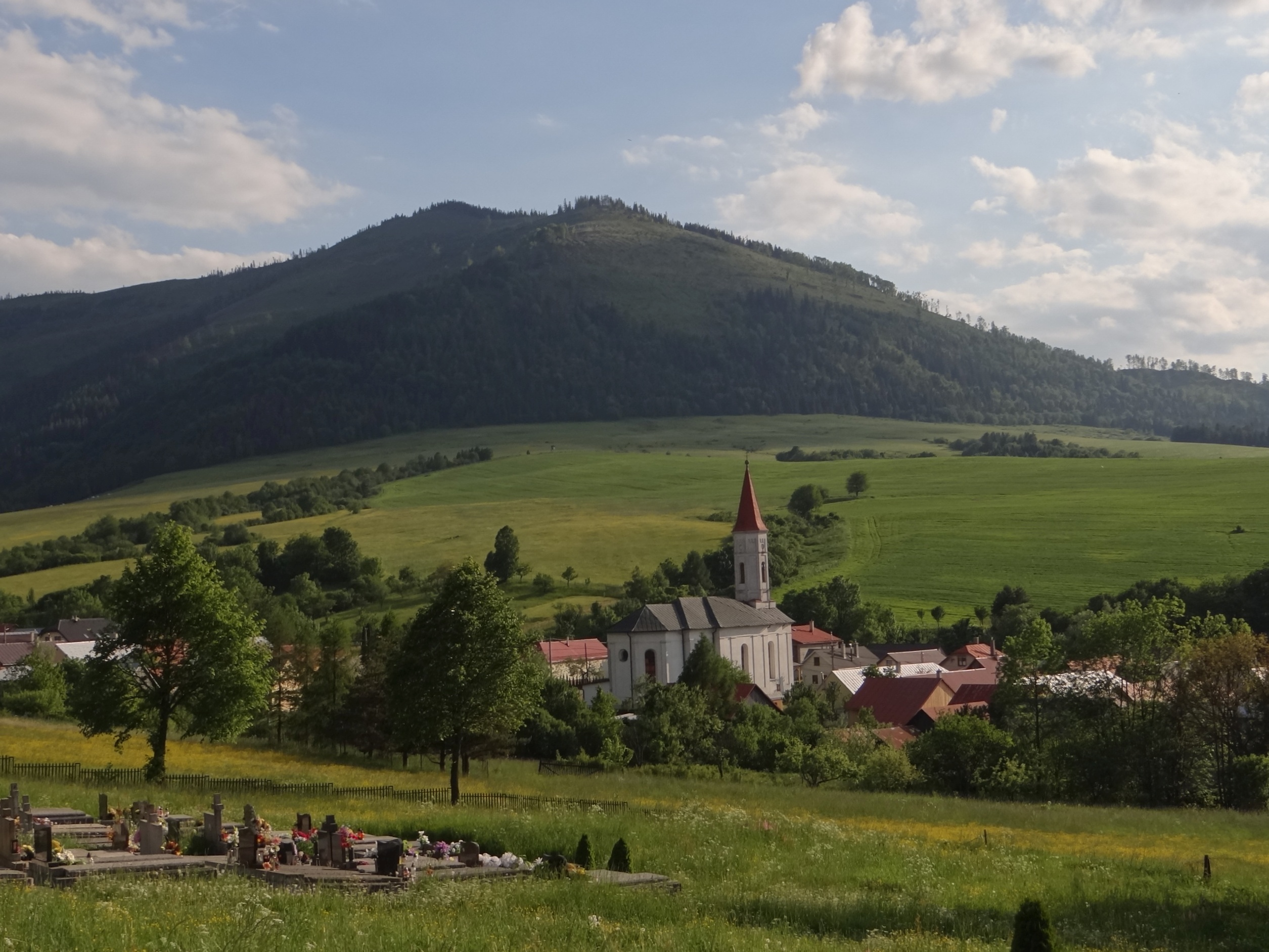
Siminy nad miejscowością Šambron

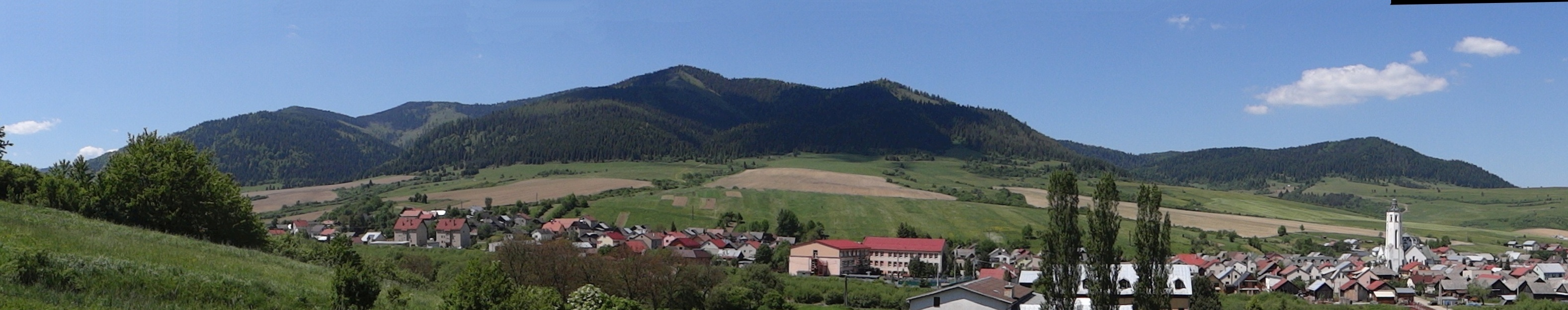
Góry Lewockie, widok z Jakuban

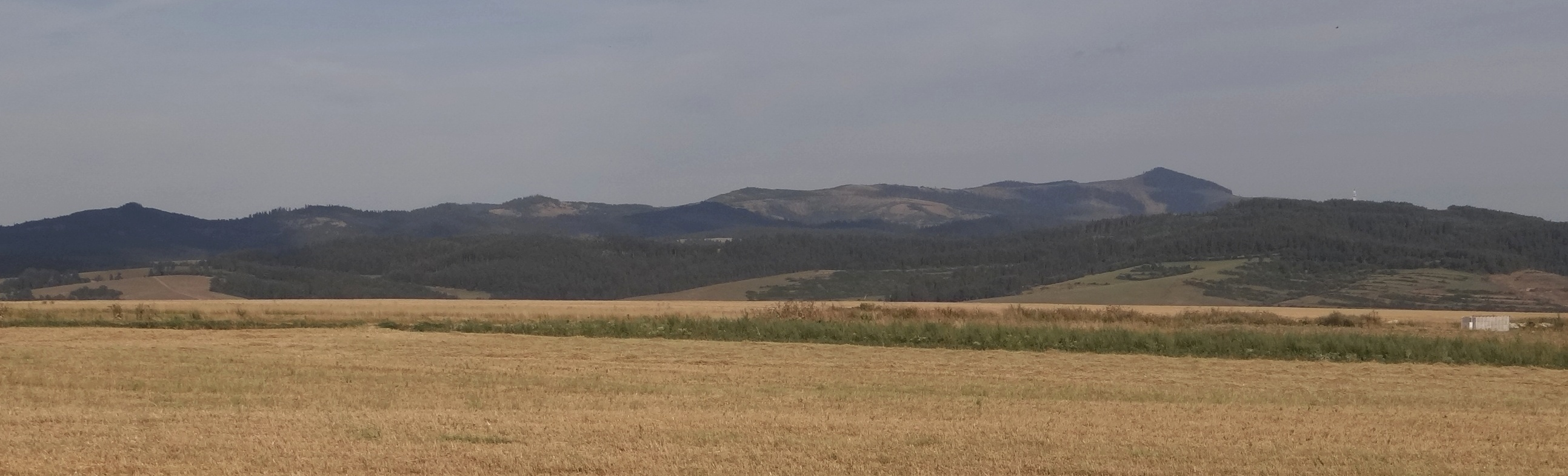
Góry Lewockie, widok z Białej Spiskiej

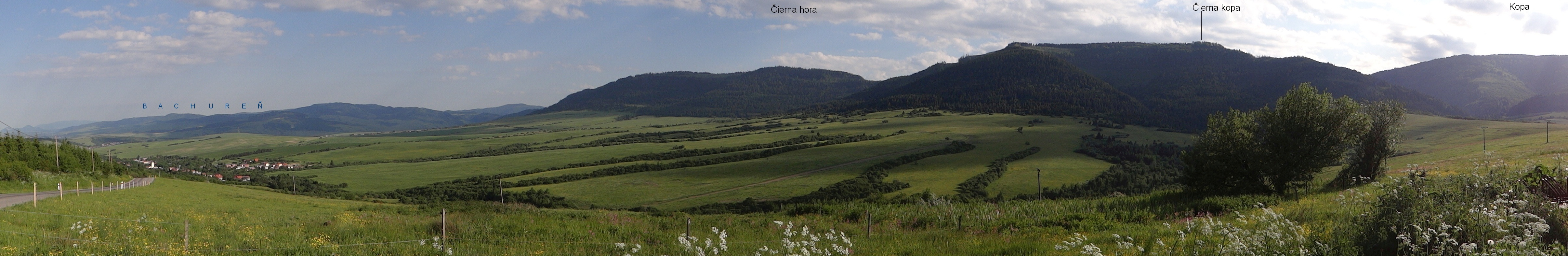
Góry Lewockie, widok z grzbietu nad Bajerovcami

Góry Lewockie (t. Pogórze Lewockie; słow. Levočské vrchy; 514.74) – pasmo górskie w Obniżeniu Liptowsko-Spiskim łańcucha Centralnych Karpat Zachodnich. Leży we wschodniej Słowacji, w historycznym regionie Spisz, w obecnym kraju preszowskim.
Góry Lewockie są zbudowane ze zrębowego fliszu podhalańskiego – piaskowców, łupków iłowych, zlepieńców i brekcji. Są słabo sfałdowane, mają postać erozyjnego płaskowyżu, ograniczonego ze wszystkich stron uskokami.
Góry tworzy centralny masyw z wybiegającymi z niego promieniście krótkimi ramionami, rozdzielonymi głęboko wciętymi dolinami.
Na północy i zachodzie Góry Lewockie opadają w Kotlinę Popradzką, a na południu – w Kotlinę Hornadzką. Na południowym wschodzie graniczą z Braniskiem i Bachureniem, a na północnym wschodzie – z Górami Czerchowskimi. Pod względem hydrologicznym należą do zlewni Popradu i Hornádu, a przez pasmo biegnie europejski dział wód, rozgraniczający dorzecze Morza Bałtyckiego i Czarnego. Na obszarze Gór leżą źródła Torysy, dopływu Hornádu.
Najwyższe szczyty Gór Lewockich:
- Čierna hora 1289 m
- Siminy 1287 m
- Ihla 1282 m
- Repisko 1251 m
- Kuligura 1250 m
- Zámčisko 1236 m
- Hrča 1240 m
- Škapová 1232 m
- Kopa 1231 m
- Javorina 1225 m
- Čiernohuzec 1216 m
- Derežová 1214 m
- Javor 1206 m

Klimat Gór Lewockich jest chłodny. Przeciętne temperatury stycznia wynoszą -6 ÷ -7 °C, lipca 14 ÷ 16 °C. Opady wynoszą 700 ÷ 900 mm rocznie. Góry leżą w cieniu opadowym Tatr, co wyraźnie zmniejsza ilość opadów.
Grzbiety Gór Lewockich są trudno dostępne. Pokrywają je zwarte lasy świerkowe z domieszką jodły, głównie w dolinach. Na południowym i południowo-zachodnim skraju pasma zachowały się lasy bukowo-dębowe z domieszką jodły.
Obrzeża Gór zostały skolonizowane po najazdach tatarskich w XIII wieku przez osadników niemieckich. Miasta w otaczających dolinach – Lewocza, Lubica, Kieżmark, Podoliniec, Lubowla, Lipany – rozwijały się dzięki górnictwu i rzemiosłu. Od XIII do XV wieku wioski w obniżeniach podgórskich (Torysky, Nižné Repaše, Vyšné Repaše, Oľšavica) podlegały kolonizacji wołoskiej. Od XV do XVIII wieku część Gór należała, tytułem zastawu, do Polski. Rejon Gór Lewockich zamieszkuje ludność różnoetniczna – słowacka, polska, rusińska (łemkowska) i niemiecka, jak również Cyganie.

## Poligon wojskowy "Javorina"
Na początku lat 50. XX w. zapadła decyzja o utworzeniu na terenie Gór Lewockich górskiego poligonu wojskowego o powierzchni 313 km². Między lutym a kwietniem 1952 r. czechosłowacka armia wysiedliła w tym celu całkowicie 4 wsie: Blažov, Dvorce, Lubické Kúpele i Ruskinowce. Poligon objął także tereny rolne i leśne należące administracyjnie do 23 innych miejscowości. Zamknięte dla ruchu zostały wszystkie drogi, przecinające jego teren. Na poligonie prowadziły ćwiczenia wojska pancerne i obrony przeciwlotniczej. Po zdławieniu "Praskiej wiosny" w 1968 r. na terenie poligonu przez wiele lat stacjonowały jednostki armii radzieckiej.
Od 1992 r. mieszkańcy czterech wysiedlonych wsi zaczęli otrzymywać zgody na odwiedzanie miejsc, w których znajdowały się ich domy. Z dniem 31 grudnia 2005 r. poligon został oficjalnie zamknięty. Od 1 stycznia 2011 r. rozpoczął się proces przejmowania jego terenów przez władze cywilne i dawnych właścicieli.

## Turystyka
Po zlikwidowaniu poligonu wojskowego możliwe stało się uprawianie turystyki. Ze względu na bliskość polskiej granicy Góry Lewockie mogą być atrakcyjne również dla turystów z Polski. Są to jednak góry przeznaczone dla turystów wykwalifikowanych, dobrze orientujących się w terenie i lubiących spokój, ciszę i samotność. Nieraz całymi dniami można tutaj nie spotkać żadnego turysty. Do 2017 r. wyznakowano niewielką tylko ilość szlaków turystycznych. Główny, czerwony szlak turystyczny prowadzi z Drużbaków Niżnych do Oľšavic. Na większej części swojej długości nie krzyżuje się jednak z innymi szlakami, w razie potrzeby nie ma więc możliwości zejść z niego do pobliskich miejscowości znakowanymi szlakami. Oznakowanie szlaków w wielu miejscach jest słabe, początkowo wyraźne drogi i ścieżki czasami zanikają i należy szukać przejścia przez las. Orientacja w wielu miejscach jest utrudniona ze względu na las. Po poligonie wojskowym pozostała duża ilość dróg, często asfaltowanych, góry te są więc dobre do uprawiania turystyki rowerowej. Liczne polany, będące pozostałościami dawnych hal często wskutek nieużytkowania zarastają lasem, nadal jednak grzbiety gór zwykle są widokowe. W wyniku wyrębów powstały inne polany. Wydana przez VKU Harmanec mapa w skali 1:50 000  generalnie dobrze oddaje przebieg dróg w terenie, jednak niektóre z tych dróg stopniowo zanikają, pojawiły się natomiast niezaznaczone na mapie nowe drogi do zwózki drzew (tzw. stokówki). Zaznaczone na mapie różne chaty i szałasy przeważnie istnieją, ale zazwyczaj są zamknięte kłódkami i okiennicami.

## Szlaki turystyczne
Drużbaki Niżne – Krumľov – Sedlo – Rysová – Ihla – Derežová – Zelený vrch – Javor – Václavák – Chata Vinná – Javorinka – Gehuľa – Krížový vrch – Pod Krížovým vrchom – Zbojnícka ľúka – Levočská dolina (autokemping) – Kúty – Zimná hôrka – Uloža – Pod Krúžkom – Hradisko – Pavľany – Oľšavica
  Torysky – Hrby – Závada (Zakruty) – Pod Krúžkom
  Tichý Potok – Bišar – Strieborná hora – Nižný Slavkov
  Lewocza – Mariánska hora – Kúty